# Thomas Schriefers
Thomas Schriefers (* 1964 in Wuppertal) ist ein deutscher Architekt, Künstler, Publizist und Ausstellungskurator.

## Leben und Wirken
Thomas Schriefers wuchs in einem Künstlerhaushalt auf, der Vater Werner Schriefers (1926–2003) war Maler und Hochschullehrer, die Mutter Margret Schriefers-Imhof (1928–2014) Textildesignerin, Zeichnerin und Objektkünstlerin. In diesem Umfeld waren die Kunst und alle anverwandten Disziplinen selbstverständlicher Teil des Alltags. Daraus resultierte neben der Begeisterung für das Zeichnen früh der im Alter von 10 Jahren geäußerte Wunsch, „Plätzebauer“ werden zu wollen. Demgemäß studierte Schriefers ab 1983 dann Architektur an der RWTH Aachen und schloss das Studium mit dem akademischen Grad eines Diplom-Ingenieurs ab. Er promovierte dort 1995 bei Manfred Speidel zur Collage in der Grundlehre (Grundlagen der Gestaltung). Sein künstlerischer Lehrer war in dieser Zeit der britische Bildhauer und Grafiker Eduardo Paolozzi.
In seiner freikünstlerischen Arbeit bevorzugt Schriefers als Ausdrucksmittel die Zeichnung und Collage. Seine Tätigkeit bestimmen Wechselwirkungen und interdisziplinäre Brückenschläge. Er erhielt 1993 in Potsdam die Schinkelmedaille und den Schinkelpreis der Sparte Kunst und Bauen für ein Projekt in Potsdam, dessen Entwurfszeichnungen heute im Architekturmuseum der Technischen Universität Berlin aufbewahrt werden.
Seit 1998 kuratiert Schriefers Ausstellungen, u. a. für das Bauhaus-Archiv/ Museum für Gestaltung in Berlin, das Grassi Museum für Angewandte Kunst in Leipzig, die Koelnmesse, das Kunstmuseum Ahlen und das Marta Herford. Kooperationen mit der Architektenkammer Nordrhein-Westfalen, dem Bureau International des Expositions (BIE) in Paris, dem Ausstellungs- und Messeausschuss der Deutschen Wirtschaft (AUMA) in Berlin und der Koelnmesse führten zu Ausstellungs- und Buchprojekten, die sich mit den Weltausstellungen befassen.
Weltausstellungen sind seit fast 30 Jahren ein zentrales Arbeitsfeld, was sich ab 1997 in diversen von ihm kuratierten Ausstellungen, Publikationen und Veranstaltungen artikuliert. Auf den Weltausstellungen in Hannover (2000), Saragossa (2008), Schanghai (2010), Yeosu (2012), Mailand (2015), Astana (2017) und Dubai (2020) war Schriefers engagiert, ebenso in Osaka (2025).
Für das Kolumba Museum in Köln bearbeitete Schriefers von 2003 bis 2005 die dort beheimatete Werk- und Formensammlung Schriefers und verfasste dazu das Werkbuch, in dem er die kulturgeschichtlichen Aspekte der verschiedenen Objektgruppen erarbeitete. An der Bergischen Universität Wuppertal begleitet er die Entwicklung der dort eingerichteten Design Sammlung Schriefers, die dem Institut für angewandte Kunst- und Bildwissenschaften angegliedert ist.
Lehrtätigkeiten führten Schriefers seit 1996 an die Bergische Universität Wuppertal, die Fachhochschule Köln und die Akademie der Architektenkammer Nordrhein-Westfalen, mit Einzelveranstaltungen auch an die Bauhaus-Universität Weimar, die Brandenburgische Technische Universität Cottbus-Senftenberg, die Fachhochschule Düsseldorf und die Fachhochschule Darmstadt, die Hochschule für Bildende Künste Braunschweig, die Technische Universität Dortmund und das Politecnico di Milano.
Schriefers ist Mitglied der Architektenkammer Nordrhein-Westfalen, des Architekten- und Ingenieurvereins zu Berlin-Brandenburg, des Berufsverbands Bildender Künstler (BBK), des Deutschen Werkbunds NW und des Instituts für angewandte Kunst- und Bildwissenschaften, Designsammlung Schriefers an der Bergischen Universität Wuppertal (Vorstand).

## Kuratierte Ausstellungen in Auswahl
- 2023 Sitz richtig?! Stühle und warum wir sie lieben, Baukunstarchiv NRW, Dortmund[11]
- 2022 Besessen. Die geheime Kunst des Polsterns, Grassi-Museum für Angewandte Kunst, Leipzig[12], Ausstellungskatalog[13]
- 2019 bauhausfolgen. Design-Lehre in Wuppertal 1919-1949-2019, Bergische Universität Wuppertal[14], Ausstellungskatalog
- 2018 Brisante Träume. Die Kunst der Weltausstellung, zweiteilig, Doppelausstellung im Kunstmuseum Ahlen[15] und im Marta Herford[16], Ausstellungskatalog
- 2018 Bauhaus-Dialoge – Stühle aus der Löffler Collection, Heinrich Neuy Bauhaus-Museum, Borghorst-Steinfurt[17]
- 2018 I ́am a chair. Stühle im Dialog, Kunstmuseum Ahlen[18], Ausstellungskatalog[19]
- 2014 Kontinuität der Brüche. Weltausstellungsarchitektur 1851-2015, Haus der Architekten, Düsseldorf[20]
- 2013 Ruhestörung, Streifzüge durch die Welten der Collage, zweiteilig, Doppelausstellung im Kunstmuseum Ahlen und im Marta Herford[21], Ausstellungskatalog[22]
- 2010 NationalModerne. Architektur, Kunst und Design der Weltausstellungen, Wissenschaftszentrum Bonn[23]
- 2006 Raum für Olivetti. Architektur, Design und Kunst in Olivetti-Showrooms 1939-1977, Italienisches Kulturinstitut Köln, Ausstellungskatalog[24]
- 2003 Collagewelten 2 – die Utopie, Kunstmuseum Ahlen[25], Ausstellungskatalog[26]
- 2003 Licht, Bewegung, Zahl, Raum – Die Grundlehre von Werner Schriefers in Wuppertal 1949-1965, Bauhaus-Archiv Berlin[27], 2003, Ausstellungskatalog[28]
- 2001 Collagewelten 1. Das Experiment. Zur Collage im 20. Jahrhundert, Kunstmuseum Ahlen[29], 2001, Ausstellungskatalog[30]

## Einzelausstellungen eigener Bildwerke in Auswahl
- 2025 EXPO-Architektur im Wandel: Deutschland bei den World Expos 1851 -2025, Deutsche Botschaft in Tokyo
- 2025 Expo-Dialoge, Japanisch-Deutsches Zentrum Berlin[31]
- 2021 Triest. Fotografie und Architekturmontage im Dialog, mit Ciro Pascale, Italienisches Kulturinstitut, Köln, Katalog[32]
- 2017 Im Kopf des Architekten, Kaune Contemporary, Köln[33]
- 2012 Collagen, Galerie Mühlfeld und Stohrer, Frankfurt am Main[34]
- 2009 Turmhäuser, K+A Gallery, Leiden[35]
- 2008 Turmhäuser, Bilder von Thomas Schriefers, Galerie Peter/C/Neumann, Basel[36]
- 2008 Der Rhein ist die Mitte, mit Fotograf Ciro Pascale, Stadtmuseum Köln[37]
- 2006 Thomas Schriefers: Wechselwirkungen, architektur kunst design, Kunstmuseum Ahlen[38]
- 2004 Turmhäuser von Thomas Schriefers, Haus der Architekten, Düsseldorf[39]
- 2003 Die behütete Stadt, Deutsches Architekturzentrum, DAZ, Berlin[40]
- 2003 Die Architektur: Ein Traum - L´Architettura: un sogno, mit Fotograf Ciro Pascale, Galerie Markus Schmitz, Köln[41]
- 2001 Architekturcollage - Collagearchitektur, Kunsthaus Lempertz, Köln[42]

## Gruppenausstellungen mit eigenen Bildwerken in Auswahl
- 2023 VIS-A-VIS. Treffpunkt Sammlung, Kunstmuseum Ahlen[43]
- 2006 kalkuliert und intuitiv, Westdeutscher Künstlerbund im Museum Grudziadz und in der Meno Parkas Galerie Kaunas[44]

## Bücher in Auswahl
- My Atlantis. World Expos 1851-2025, Osnabrück 2025, ISBN 978-3-89946-336-1
- Expo Dubai. Reiseskizzen 2021/22, Osnabrück, 2022, ISBN 978-3-89946-324-8
- Von Astana nach Samarkand. Reiseskizzen eines Architekten, Düsseldorf und Bramsche, 2021, ISBN 978-3-89946-312-5
- Germany at World Expos/ Deutschland auf Weltausstellungen 1851-2021, hg. Ausstellungs- und Messe-Ausschuss der Deutschen Wirtschaft (AUMA), Berlin, 2020, ISBN 978-3-89946-294-4
- bauhausfolgen. Design-Lehre in Wuppertal 1919-1949-2019, hg. Institut für angewandte Kunst- und Bildwissenschaften der Bergischen Universität Wuppertal, 2019, ISBN 978-3-00-064165-7
- I am a chair. Stühle im Dialog, Reichenschwand, 2018, ISBN 978-3-00-058893-8
- Expo Milano 2015. Seventeen journeys to a world exhibition, Bramsche, 2016, ISBN 978-3-89946-250-0
- CWS-150 Jahre Lackgeschichte, Bramsche, 2014, ISBN 978-3-89946-236-4
- Thomas Schriefers. Zeichnungen und Collagen, Bramsche 2014, ISBN 978-3-89946-238-8
- Geträumt, geplant, gebaut - abgerissen: Weltausstellungsarchitektur, hg. Ausstellungs- und Messe-Ausschuss der Deutschen Wirtschaft e.V., Bramsche, 2013, ISBN 978-3-89946202-9 (eine Sonderausgabe in engl. Übersetzung wurde exklusiv anlässlich der Expo 2015 aufgelegt und dem BIE Paris zur Verfügung gestellt)
- Wechselwirkungen, Anschauliches Denken – Vergleichendes Sehen, Bramsche, 2009, ISBN 978-3-89946-141-1
- Werk und Formensammlung Schenkung Werner Schriefers, Kolumba – Werkhefte und Bücher Bd. 24, Kolumba Köln, 2006, ISBN 3-87034-077-0
- Raum für Olivetti, hg. Italienisches Kulturinstitut Köln, 2005, ISBN 3-89946-063-4
- Ausstellungsarchitektur. Geschichte, wiederkehrende Themen, Strategien, Bramsche, 2004, ISBN 3-89946-037-5
- Jupp Ernst – Werk und Lehre, 70 Jahre Designgeschichte, Hagen, 2000, ISBN 3-932070-22-4
- Für den Abriss gebaut? Anmerkungen zur Geschichte der Weltausstellungen, Hagen, 1999, ISBN 3-932070-21-6
- Collage in der Grundlehre, Osnabrück, 1996, ISBN 3-930595-67-2
- Margret Schriefers. Frottagen, Metallmontagen und Zeichnungen 1960-1993, Bramsche, 1993, ISBN 3-922469-87-6

## Veröffentlichungen in Auswahl
- From distancing exhibition displays to immersive experience spaces: Strategies of German Expo pavilions, 1851-2025, in: BIE Bulletin 2024: Through the looking glass: exploring the visitor experience, hrsg. Bureau International des Expositions, Paris, 2024, S. 10–25, ISBN 978-2-9558188-7-9
- Werkbund und Bauhaus, Dialog für die Zukunft? In: Glückwunsch Bauhaus! Werkbund-Akademiereihe, Bd. 21, Glückwunsch Bauhaus!, hrsg. vom Deutschen Werkbund Nordrhein-Westfalen e.V., 2021, S. 30–40, ISBN 978-3-00-069981-8
- Handform versus Industrieform? In: Jahrbuch 32/2018, hrsg. von der Akademie der Schönen Künste, München, Wallstein Verlag, Göttingen 2029, S. 109–124, ISBN 978-3-8353-3432-8
- Auf dem Wege sein … Temporäre Konzepte als Mittel schöpferischer Umweltgestaltung, in: H. Pechlaner/ E. Innerhofer: Temporäre Konzepte. Coworking und Coliving als Perspektive für die Regionalentwicklung, Kohlhammer, Stuttgart, 2018, S. 93–104, ISBN 978-3-17-033670-4
- Kunst im Ausnahmezustand. Expo-Art kontrovers, in: Brisante Träume. Die Kunst der Weltausstellung, Katalog, hrsg. von Kunstmuseum Ahlen und Marta Herford, 2018, S. 6–15, ISBN 978-3-938433-32-4
- Collagen wollen sich zeigen! Betrachtungen zu einem extrovertierten künstlerischen Medium / Collages Want to Be Seen! Thoughts on an Extroverted Artistic Medium, in: Ruhe-Störung, Streifzüge durch die Welten der Collage, Katalog, hrsg. Marta Herford und Kunstmuseum Herford, Kettler, Bönen 2013, S. 20–35, ISBN 978-3-86206-300-0
- Auf der Bühne der Fantasie - Collagen, die von Fluchten und Träumen erzählen / On the Stage of Imagination - Collages That Tell Stories of Flights and Dreams, in: Ruhe-Störung, Streifzüge durch die Welten der Collage, Katalog, hrsg. Marta Herford und Kunstmuseum Herford, Kettler, Bönen, 2013, S. 200–203, ISBN 978-3-86206-300-0
- Die Magie des Profanen - Erneuerung und Recycling / The Magic of the Mundane: Renewal and Recycling, in: Ruhe-Störung, Streifzüge durch die Welten der Collage, Katalog, hrsg. Marta Herford und Kunstmuseum Herford, Kettler, Bönen, 2013, S. 242–247, ISBN 978-3-86206-300-0
- >B1< – Nähe und Distanz: das gestalterische Wagnis als Experiment, in: Industrial Land Art im Ruhrland, Katalog, hrsg. von Burkhard Leismann und Uwe Roth, Essen, 2009, S. 48–67, ISBN 978-3-89861-651-5
- Von der Demonstration des Alltags zur Attraktion des Planbaren, in: Collagewelten 2 – die Utopie - Zur Collage im 20. Jahrhundert, Katalog, Kunstmuseum Ahlen, 2003, S. 7–74, ISBN 3-89946-006-5
- Das Experiment - Collagekunst im 20. Jahrhundert, in: Collagewelten 1 – das Experiment, Katalog Kunstmuseum Ahlen (Hg.), S. 7–29, ISBN 3-935326-52-1
- Collagen – Zeugnisse didaktischer Leitbilder, in: Collagewelten 1 – das Experiment, Katalog, Kunstmuseum Ahlen, 2001, S. 45–72, ISBN 3-935326-52-1
- Werner Schriefers, Maler, Pädagoge, Gestalter und Sammler – Porträt eines Generalisten, in: Stiftung Design-Sammlung Schriefers. Produktgestaltung im 20. Jahrhundert, hrsg. Gerda Breuer/ Kerstin Plüm, Bergische Universität GH/ Wuppertal, 1997, S. 12–23, ISBN 3-87909-574-4
- Werner Schriefers in Wuppertal 1949-1965, in: kunst, design & co., Von der Kunstgewerbeschule Barmen/ Elberfeld – Meisterschule – Werkkunstschule Wuppertal zum Fachbereich 5 der Bergischen Universität – Gesamthochschule Wuppertal 1894-1994, Festschrift zum 100jährigen Jubiläum, Wuppertal 1994, S. 156–165, ISBN 3-928766-10-4